# هوراس ستيفنز
هوراس ستيفنز (بالإنجليزية: Horace Stevens)‏ هو مغني أوبرا أسترالي، ولد في 26 أكتوبر 1876 في Prahran ‏ في أستراليا، وتوفي في 18 نوفمبر 1950 في South Yarra ‏ في أستراليا.